# Adalbert Merx
Adalbert Merx (Bleicherode, 2 novembre 1838 — Heidelberg, 6 août 1909) est un théologien protestant et orientaliste allemand, spécialiste mondial du syriaque.

## Biographie
Adalbert Merx fait ses études à l'Université d'Iéna, où il devient professeur extraordinaire en 1869. Il est ensuite nommé professeur ordinaire de philosophie à l'Université de Tübingen, et en 1873, de théologie à l'Université de Giessen. De 1875 jusqu'à sa mort, il fut professeur de théologie à l'Université de Heidelberg. Au cours de ses recherches, il effectua plusieurs voyages vers l'Est.
Merx a expertisé le Codex Sinaiticus Syriacus découvert en 1892 par Agnes et Margaret Smith au monastère Sainte-Catherine du Sinaï. Le résultat de ses recherches, Die Evangelien des Markus und Lukas nach der Syrischen im Sinaikloster gefundenen Palimpsesthandschrift, est publié dans Die vier kanonischen Evangelien nach dem ältesten bekannten (4 volumes, 1897–1905). 

## Œuvres
Parmi ses nombreuses œuvres :
- Grammatica syriaca (1867-1870)
- Vocabulary of the Tigre language (1868)
- Das Gedicht vom Hiob (1871)
- Die Prophetie des Joel und ihre Ausleger (1879)
- Die Saadjanische Uberseizung der Hohenlieder ins Arabische (1882)
- Chrestomathia Targumica (1888)
- Historia artis grammaticae apud Syros (1889)
- Ein samaritanisches Fragment (1893)
- Idee und Grundlinien einer allgemeiner Geschichte der Mystik (1893)
- Die bucher Moses und Josua; eine einfuhrung fur laien (1907)
- Der Messias oder Ta'eb der Samaritaner, nach bisher unbekannten quellen (1909)

Merx consacra ses dernières recherches à l'élucidation du Codex Sinaiticus Syriacus, découvert en 1892 par Agnes Smith Lewis ; les fruits de ce travail (Die Evangelien des Markus und Lukas nach der Syrischen im Sinaikloster gefundenen Palimpsesthandschrift) ont pris corps dans Die vier kanonischen Evangelien nach dem ältesten bekannten Texte (4 vols., 1897-1905). Sa dernière œuvre fut une édition des Livres de Moïse et de Josué.